# Ambovombe (Distrikt)
Der Distrikt Ambovombe ist eine Verwaltungseinheit in der Region Androy im Süden von Madagaskar. Im Jahre 2018 hatte er der Volkszählung zufolge 362.309 Einwohner, davon 173.925 Männer und 188.384 Frauen. Es leben 65.784 Personen in städtischen Siedlungen und 296.525 Personen auf dem Land. Ambovombe verwaltet ein Gebiet von 6504 Quadratkilometern, auf dem die folgenden Gemeinden liegen: Ambanisarike, Ambazoa, Ambohimalaza, Ambonaivo, Ambondro, Ambovombe (Stadt), Ampamata, Andalatanosy, Anjeky-Ankilikira, Ankilibevoa, Antanimora Sud, Imanombo, Erada, Jafaro, Maroalomainty, Maroalopoty, Marovato-Befeno und Sihanamaro.